# Heiligkreuzkapelle (Rieneck)

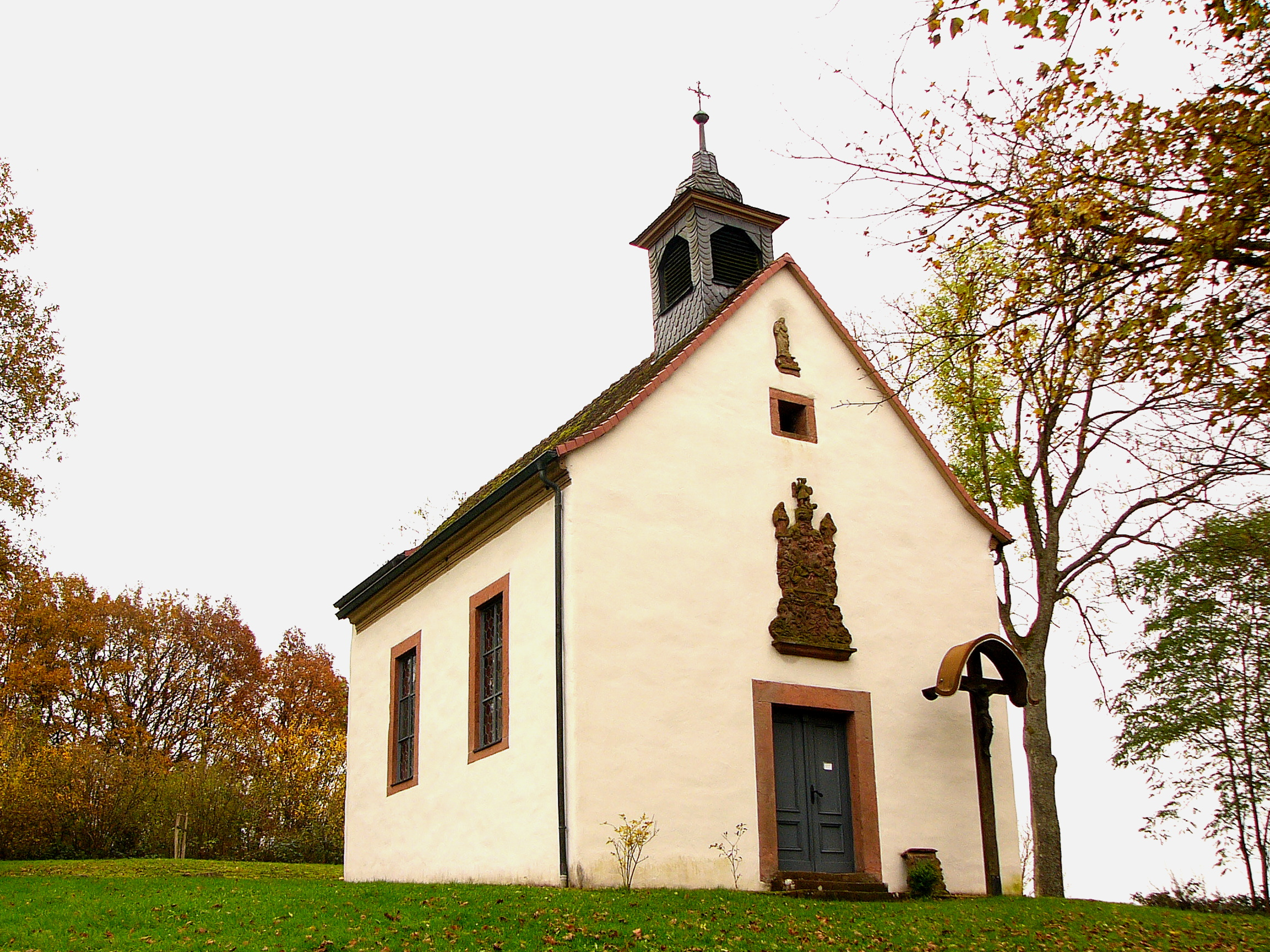
Heiligkreuzkapelle (Rieneck)

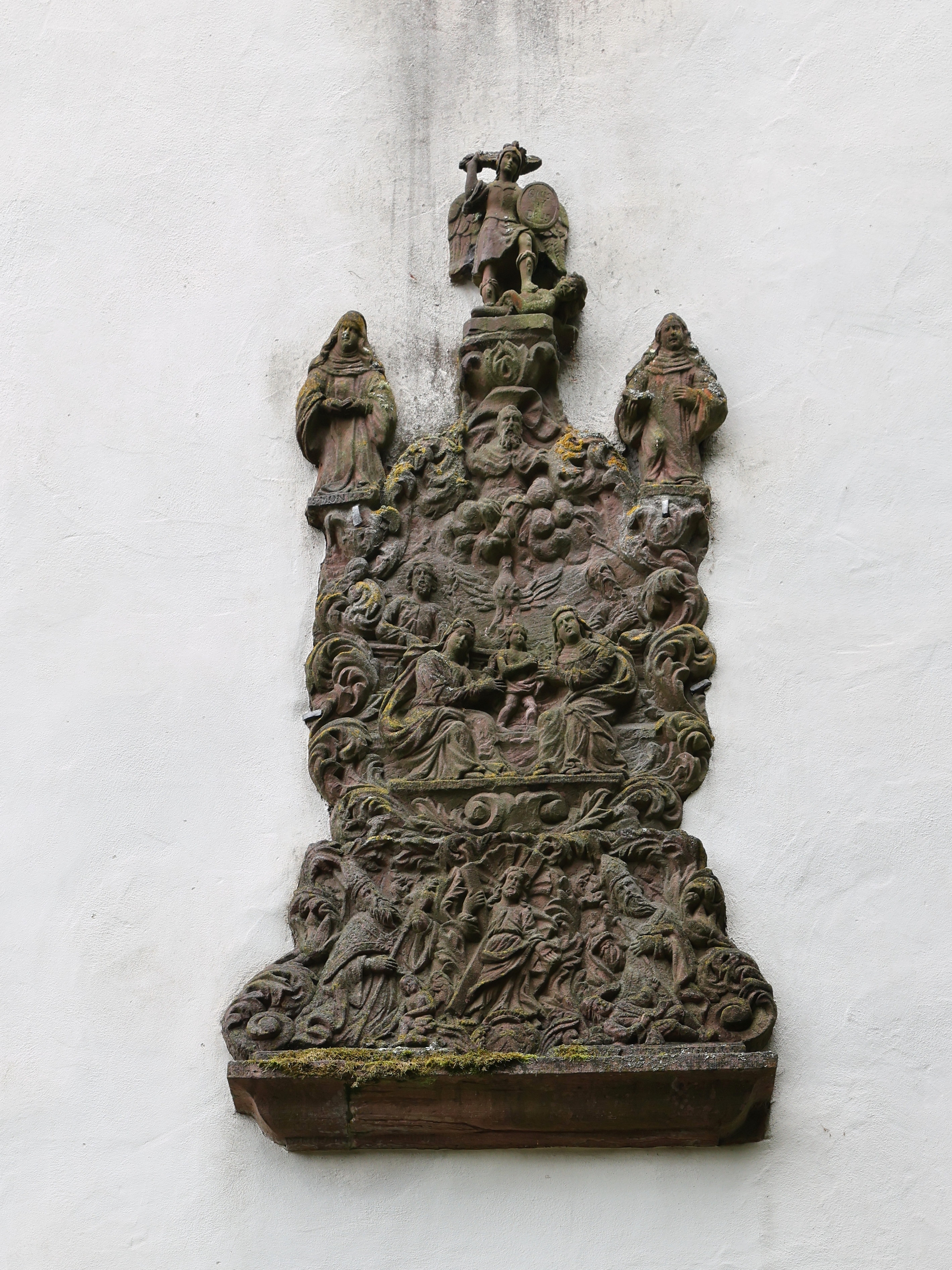
Sandsteinrelief über dem Portal

Die römisch-katholische Heiligkreuzkapelle befindet sich in Rieneck, einer Stadt im unterfränkischen Landkreis Main-Spessart in Bayern. Sie steht auf dem Herrgottsberg am Ende eines Kreuzweges. Das denkmalgeschützte Bauwerk stammt aus dem Ende des 18. Jahrhunderts.

## Beschreibung
Die Kapelle wurde 1792 erbaut. Sie besteht aus einem Langhaus und einem eingezogenen, rechteckigen Chor im Osten. Aus dem Satteldach des Langhauses erhebt sich im Westen ein quadratischer, schiefergedeckter, mit einer Zwiebelhaube bedeckter Dachreiter, hinter dessen Klangarkaden eine Kirchenglocke hängt. Über dem Portal in der Fassade im Westen hängt ein Sandsteinrelief des Vorgängerbaus. Es zeigt die Heilige Dreifaltigkeit und wird von dem Heiligen Michael zwischen Figuren der Heiligen Monika und Franziska bekrönt. Aus der Pfarrkirche wurde eine Ädikula mit der Darstellung der Kreuzigung übernommen.